# Caroline Weldon
Caroline Weldon rozená Susanna Karolina Faesch (4. prosince 1844 Kleinbasel, Basilej – 15. března 1921 New York) byla švýcarsko-americká umělkyně a aktivistka Národní asociace na obranu indiánů (National Indian Defense Association). Staka se důvěrnicí a osobní sekretářkou indiánského vůdce Lakotských Siouxů Sedícího býka. 

## Životopis
Narodila se 4. prosince 1844 v Kleinbaselu (dnešní součást Basileje) ve Švýcarsku jako Susanna Karolina Faesch. Jejím otcem byl Johann Lukas Faesch, švýcarský vojenský důstojník z povolání, který sloužil ve švýcarském pluku ve Francii. Její matkou byla Anna Maria Barbara, rozená Marti. Byla členkou rodiny Faeschů, která patřila ke švýcarské šlechtě.
Do Ameriky emigrovala v roce 1852 spolu se svou matkou a usadila se v Brooklynu v New Yorku. Téhož roku se její matka znovu provdala za německého revolucionáře a lékaře v exilu, doktora Karla Heinricha Valentinyho, který měl v Brooklynu lékařskou praxi. V roce 1866 se Susanna v Brooklynu provdala za lékaře a švýcarského krajana Dr. Bernharda Claudiuse Schlattera. Její manželství se Schlatterem se ukázalo jako bezdětné a nešťastné.
V červnu 1876 utekla s ženatým mužem, který byl v soudních záznamech identifikován jako Christopher J. Stevenson. Krátce s ním žila v pronajatém bytě v Hobokenu v New Jersey. Koncem roku 1876 nebo začátkem roku 1877 porodila chlapce, kterého pojmenovala Christie. Její vztah se Stevensonem se zhoršil a on ji brzy opustil, aby se vrátil ke své dlouholeté manželce. Susanna se vrátila do Brooklynu, kde žila se svou matkou a nevlastním otcem. Její odcizený manžel Bernhard Schlatter podal žádost o rozvod, které bylo vyhověno v roce 1883.

### Kariéra

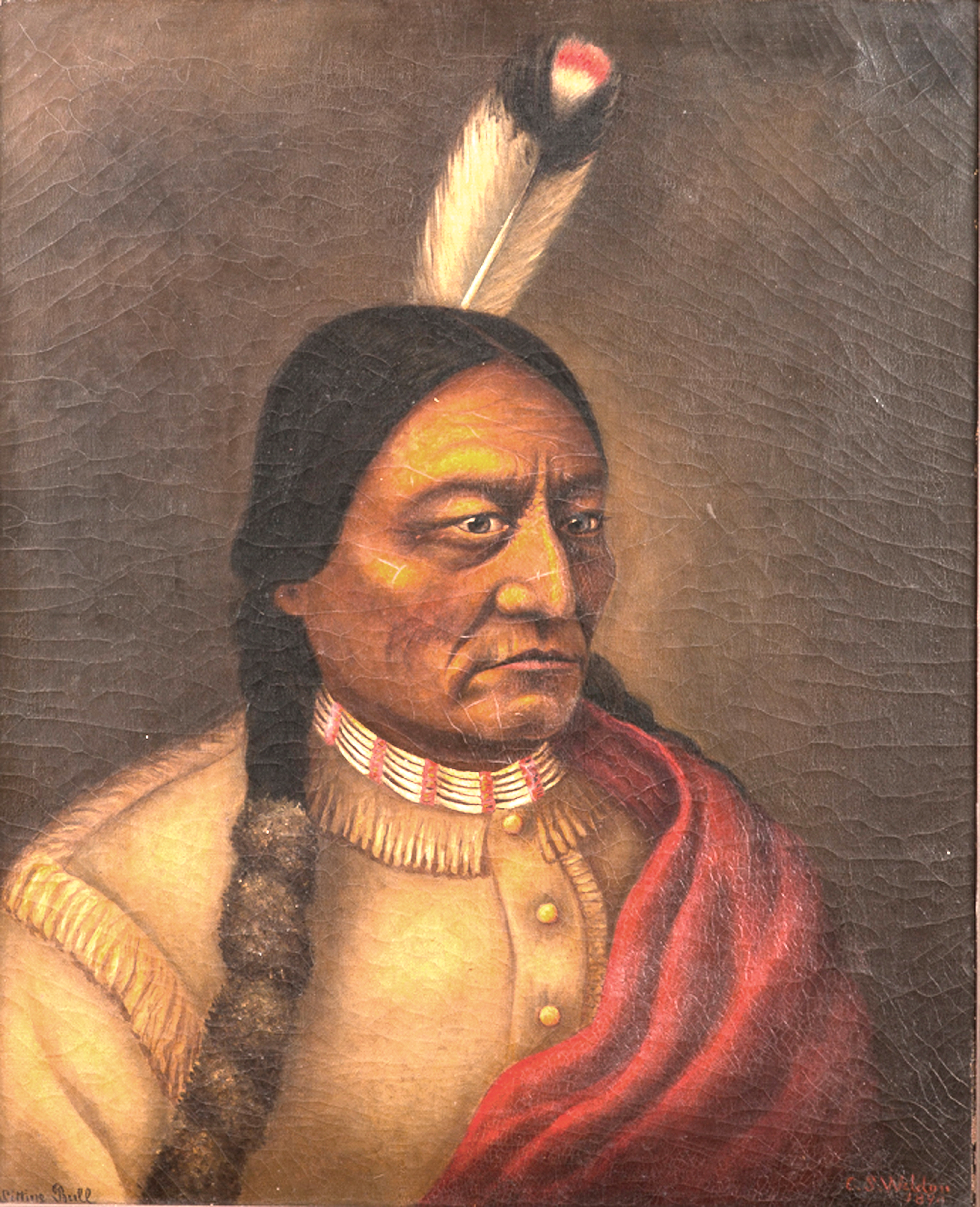
Sedící býk – Caroline Weldon (olej na plátně, 1890)

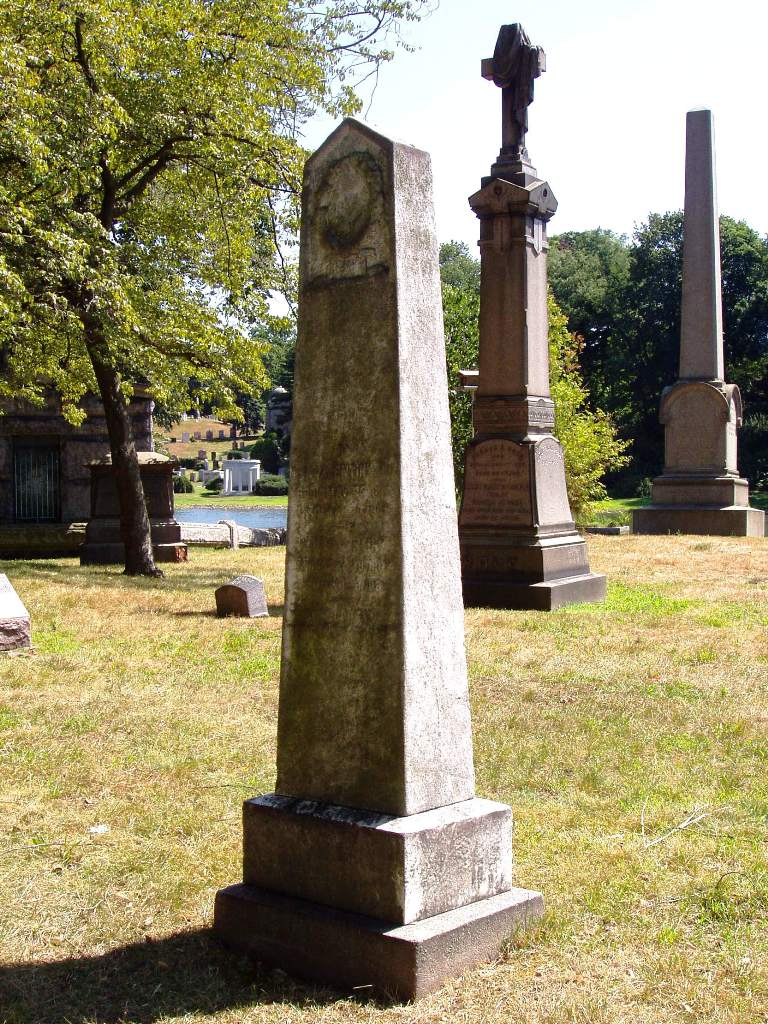
Hrob Caroline Weldon na hřbitově Green Wood Cemetery v Brooklynu v New Yorku

Po rozvodu se začala angažovat ve prospěch původních obyvatel Ameriky. Po matčině smrti v roce 1887 zdědila peníze, které jí umožnily svobodně se věnovat svým zájmům, včetně zájmu o umění. Někdy poté si změnila jméno na Caroline Weldon, pravděpodobně proto, aby mohla hodit minulost za hlavu, ačkoli přesné důvody tohoto kroku nejsou známé.
V létě roku 1889 odcestovala do teritoria Dakota, aby si splnila svůj sen žít mezi Siouxy. Připojila se k Národnímu sdružení na obranu indiánů (National Indian Defense Association, NIDA), které vedl Dr. Thomas Bland a jeho žena Cora Bland. Caroline začala pomáhat Siouxům v jejich boji proti snaze americké vlády vyvlastnit prostřednictvím Dawesova zákona rozsáhlé části Velké siouxké rezervace. Zákon měl za cíl uvolnit některé části rezervace pro osídlení bělochy s úmyslem učinit tak ekonomicky životaschopným vznik dvou nových států Severní Dakota a Jižní Dakota. Caroline se spřátelila se Sedícím býkem, vůdcem tradicionalistické frakce Siouxů. Působila jako jeho sekretářka, tlumočnice a obhájkyně. Namalovala čtyři portréty Sedícího býka, z nichž se dochovaly tři. Jeden je nyní v držení Severodakotské historické společnosti v Bismarcku v Severní Dakotě, druhý v Historickém muzeu Arkansasu v Little Rocku v Arkansasu a třetí byl prodán v aukci na Floridě v dubnu 2023 a zůstal v soukromých rukou.
Poté, co se s malým synem Christiem přestěhovala do tábora Sedícího býka na řece Grand River v indiánské rezervaci Standing Rock, vyvolaly její konfrontace a otevřený vzdor vůči indiánskému zástupci Jamesi McLaughlinovi nepřátelství. McLaughlin zahájil pomlouvačnou kampaň, v jejímž důsledku ji většina bělošské komunity a celostátního tisku očerňovala. Když v létě 1890 prošlo indiánskými rezervacemi na Západě hnutí Tance duchů, odsoudila ho. Caroline varovala Sedícího býka, že hnutí Tance duchů poskytne vládě záminku k tomu, aby mu ublížila a povolala armádu k zásahu, který by zničil národ Siouxů. Sedící býk se však obrátil proti ní, a když v listopadu onemocněl její syn, rozhodla se odejít.
Když cestovala říčním člunem do svého nového domova v Kansas City v Missouri, zemřel její syn a to dne 19. listopadu 1890 poblíž Pierru v Jižní Dakotě. Následné události, kdy byl 15. prosince 1890 Sedící býk zavražděn a 29. prosince 1890 došlo k masakru u Wounded Knee, ještě umocnily její pocit marnosti a selhání. Krátce žila v Kansas City u svého synovce Friedricha Williama Schleichera, učitele, aby se nakonec vrátila do Brooklynu. Brzy poté zmizela v zapomnění.
Caroline Weldon zemřela sama ve svém brooklynském bytě 15. března 1921. Příčinou smrti byly popáleniny třetího stupně v obličeji a na těle, které jí způsobil požár od svíčky. Byla pohřbena na pozemku rodiny Valentiny na hřbitově Green Wood v Brooklynu v New Yorku.

## Odkaz
Básník a dramatik Derek Walcott se na Caroline Weldon a její život odvolává ve své hře Tanec duchů a v epické básni „Omeros” (v básni je uváděna jako Catherine Weldon). V jeho díle se objevuje historie původních obyvatel Ameriky spolu s historií zániku původních obyvatel Aravaků na ostrově Svatá Lucie, v Karibiku.
Film Žena jde napřed (2017) s Jessicou Chastain v hlavní roli zachycuje život Caroline Weldon mezi Siouxy. Scéna ve filmu, v níž Weldon, která nebyla příliš bohatá, dává své peníze a majetek, aby nakrmila hladové lidi, je poměrně přesná. Lidé, kterým pomohla, ji odměnili jménem: „Žena kráčející vpřed“. Čtyři portréty Sedícího býka, které v té době namalovala, však nebyly hlavním důvodem, proč se za Siuxy vydala, navzdory dojmu, který mohl film vyvolat.
Hřbitov Green Wood v Brooklynu v New Yorku oslavil Měsíc historie žen tím, že 31. března 2018 uspořádal speciální prohlídku nazvanou „Ženy, které kráčely vpřed“ a její součástí byly hroby (označené i neoznačené) významných brooklynských žen, včetně Caroline Weldon.